# Christian Friedrich von Stockmar

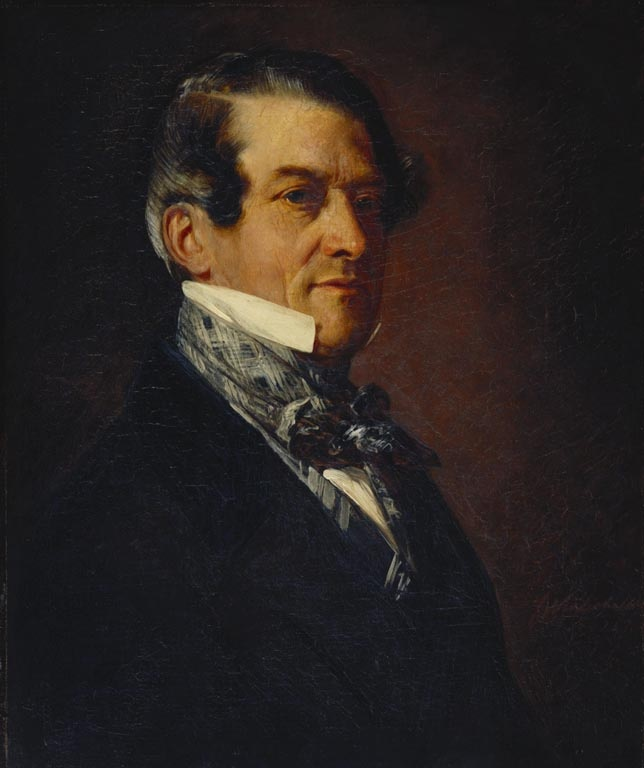
Stockmar (1847)

Christian Friedrich Freiherr von Stockmar (* 22. August 1787 in Coburg; † 9. Juli 1863 ebenda) war ein deutscher Arzt und Staatsmann.

## Leben
Stockmars Eltern waren Johann Ernst Gotthelf Stockmar (1760–1825) und seine Frau Johanna Christiane geb. Sommer. Auf ihrem Rittergut Obersiemau bei Coburg kam Christian als zweites von vier Kindern zur Welt. Der Vater war herzoglich-coburgischer Justizamtmann in Rodach.

### Schule und Studium
Stockmar besuchte das Gymnasium Casimirianum und machte mit siebzehn Jahren das Abitur. Von 1805 bis 1810 studierte er Medizin an der Friedrich-Alexander-Universität Erlangen und der Julius-Maximilians-Universität Würzburg. Er war Angehöriger des  Corps Onoldia (1807) und des Corps Franconia Würzburg (1808). In Würzburg befreundete er sich mit seinem Coburger Landsmann und Corpsbruder Friedrich Rückert.
Nach dem in Würzburg mit gut bestandenem Examen ließ sich Stockmar in Coburg als praktischer Arzt nieder, angeleitet von seinem Onkel Dr. Sommer. Seit 1812 Stadt- und Landphysikus (Amtsarzt) in Coburg, richtete er ein Militärlazarett ein, das er bis November 1813 leitete. Nachdem  er mit Hospitalfieber drei Wochen auf den Tod gelegen hatte, trat er 1813 der Freimaurerloge „Carl zum Rautenkranz“ in Hildburghausen bei.

### Militärarzt
Im Januar 1814 zog er als Oberarzt des herzoglich-sächsischen Kontingents in den Feldzug gegen Frankreich. Bei Mainz wurde er Stabsarzt des 5. Armeekorps und diente in den Lazaretten von Mainz, Oppenheim, Guntersblum und Worms. Seit dem Herbst 1814 wieder Praktischer Arzt in Coburg, ging er 1815 nochmals als sächsischer Regimentsarzt ins Elsass.
1816 wurde er Leibarzt des Prinzen Leopold von Coburg bei seiner Vermählung  mit Prinzessin Charlotte Auguste, der Enkelin von Georg III. und präsumtiven Thronerbin von England. Stockmar wurde ihr Vertrauter und einflussreichster Ratgeber.

### Coburgischer Hofmarschall
1817 gab Stockmar den Arztberuf auf und wurde Hofmarschall, d. h. Sekretär, Schatzmeister und Haushaltsleiter des Prinzen.
Am 12. August 1821 heiratete er seine Cousine Fanny Sommer (1800–1868), eine Apothekertochter aus Coburg. Aus der Ehe gingen drei Kinder hervor: Ernst (1823–1886), Marie (1827–1856), welche 1848 Hermann Hettner heiratete und Carl (1838–1909). Über 36 Jahre wohnte das Ehepaar sechs Monate jährlich in Prinz Leopolds Schlösschen Niederfüllbach.
Am 31. Oktober 1821 wurde Stockmar in den königlich-sächsischen Adelsstand von Stockmar-Manstein erhoben.

### Königliche Verhandlungen
Am 22. März 1829 war Stockmar bevollmächtigter Geschäftsträger des Prinzen Leopold bei der 1. Londoner Konferenz über die Unabhängigkeit Griechenlands, das Königreich wurde. Gegen Stockmars Rat nahm Leopold die 1. Wahl an – und scheiterte an Otto von Wittelsbach.
Am 20. Januar 1830 wurde Stockmar von König Ludwig I. in den bayerischen Freiherrenstand erhoben.
Auf der Londoner Konferenz (1830) wurde Belgien von den Niederlanden unabhängig und als erbliches Königreich eigenständig. Die Verhandlungen führte wiederum Stockmar. Die 2. Wahl fiel auf Leopold, der, von Stockmar überredet, als König Leopold I. die belgische Krone annahm. Stockmar organisierte sein Hofwesen in Brüssel. Als niederländische Truppen in Belgien einrückten, nahmen sie Stockmar am 12. August 1831 gefangen, vergaßen ihn aber beim Rückzug. Obwohl Stockmar wesentlichen Anteil an der Gründung Belgiens hatte, konnte er als Ausländer im belgischen Staatswesen nicht verwendet werden. Deshalb schied er im Mai 1834 mit einer Pension aus Leopolds Diensten aus, blieb jedoch sein persönlicher Ratgeber. Bis 1836 bleibt er bei seiner Familie in Coburg.

### Heiratsvermittler
1835 bahnte er die Heirat des coburgischen Prinzen Ferdinand  mit der verwitweten portugiesischen Königin Maria II. an.
1836 vermittelte Stockmar auch die Heirat des coburgischen Prinzen Albert mit der englischen Thronfolgerin Victoria, die im Mai 1837 achtzehn Jahre alt und regierungsmündig wurde. Als Wilhelm IV. starb, beriet Stockmar die junge Königin in ihrer schwierigen Lage.
Im August 1838 verließ Stockmar England und begleitete von Dezember 1838 bis Mai 1839 Prinz Albert auf Victorias Wunsch nach Italien (Florenz, Rom, Neapel, Mailand). Nach der Verlobung am 15. Oktober 1839 verkündete Victoria am 1. Januar 1840 bei der Eröffnung des Parlaments ihre bevorstehende Hochzeit. Schon acht Tage später verhandelte Stockmar als Alberts Bevollmächtigter in London gegen Intrigen und Widerstände, u. a. mit dem Außenminister Lord Palmerston über Alberts protestantische Religion, über die Naturalisierung, seinen Rang, seine Befugnisse und die Apanage.  Nach der Hochzeit am 10. April 1840 reiste Stockmar Anfang August ab. Schon im November kehrte er zur Geburt der Princess Royal Victoria (der späteren  Gemahlin Kaiser Friedrichs III.) zurück und übernahm die Betreuung des „Kinderdepartments“.
Von April bis September 1841 war Stockmar wieder in Coburg und war bis Oktober 1842 Victorias Berater in wichtigen außenpolitischen Fragen. Als Taufpaten für den im November 1841 geborenen Prince of Wales (den späteren König Eduard VII.) schlug Stockmar Friedrich Wilhelm IV. als den größten protestantischen Fürsten des Kontinents vor; der König von Hannover (Ernst August I.) und der Herzog von Coburg lehnten den Vorschlag aber ab. Stockmar entwickelte einen Erziehungsplan für die beiden Kinder.
Seit dem Winter 1842 lebte er abwechselnd in England und Coburg. Ab Mai 1847 blieb er vier Jahre in Coburg, wo er sich deutschen Angelegenheiten widmete, so einer (scheiternden) Zuwendung zu England und einer (scheiternden) Neuordnung Deutschlands.

### Gesandter beim Bundestag
1848 vertrat er die Herzogtümer Sachsen-Coburg und Sachsen-Gotha als Gesandter beim Bundestag in Frankfurt am Main und warb für einen kleindeutschen Bundesstaat unter Preußens Führung. Im Juli 1848 und im Februar 1849 wurde er aufgefordert, in der provisorischen Reichsregierung das Ministerium des Äußern zu übernehmen. Er lehnte ab:

„Wer im 60. Lebensjahr mit Gicht in den Eingeweiden noch den Krankenwärterdienst bei der an ansteckender Krankheit leidenden Germania übernehmen wollte, müßte rein toll sein.“

In dem sich bald auflösenden Bundestag erklärte er die Partikularregierungen für überflüssig und forderte ihr Aufgeben als patriotischen Akt.
Von der Aussichtslosigkeit von vornherein überzeugt, nahm er dennoch 1850 als Abgeordneter des Herzogtums Sachsen-Coburg zum Volkshaus an den Beratungen des Erfurter Unionsparlaments für eine Verfassung pflichtgemäß teil. Dennoch zweifelte er nicht an einer Erfüllung seines Traums von der deutschen Einheit:

„Die Deutschen sind ein gutes Volk, leicht zu regieren, und die deutschen Fürsten, die das nicht verstehen, verdienen nicht über ein solches Volk zu herrschen. Laßt Euch nicht abschrecken! Ihr Jüngeren vermögt gar nicht zu übersehen, wie groß die Fortschritte sind, welche die Deutschen in diesem Jahrhundert zu staatlicher Einheit gemacht haben. Ich habe es erfahren, ich kenne dieses Volk, Ihr geht einer großen Zukunft entgegen, Ihr werdet es erleben, ich aber nicht. Dann denkt des Alten!“

### Alter

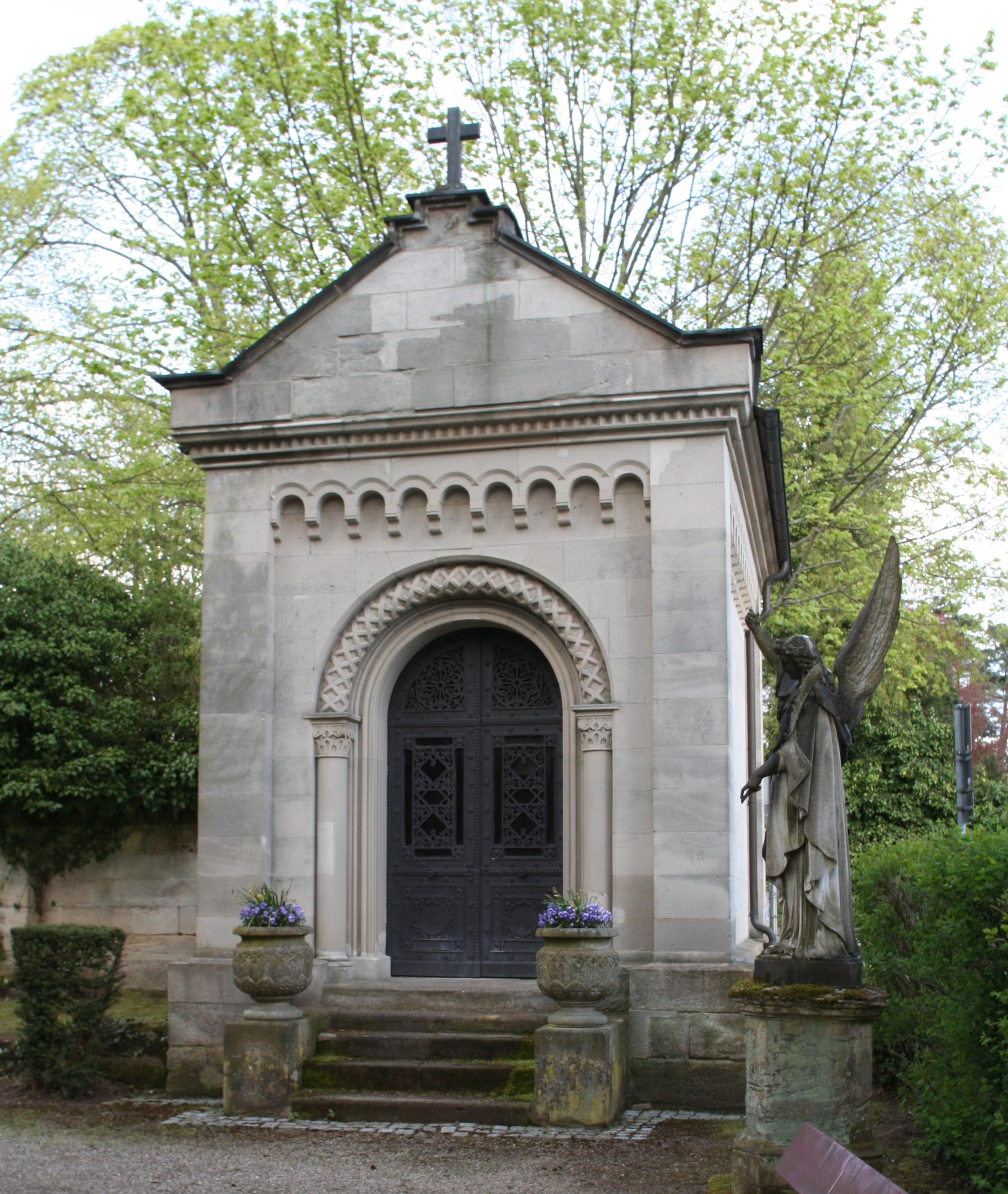
Stockmarsche Gruftkapelle auf dem Friedhof am Glockenberg

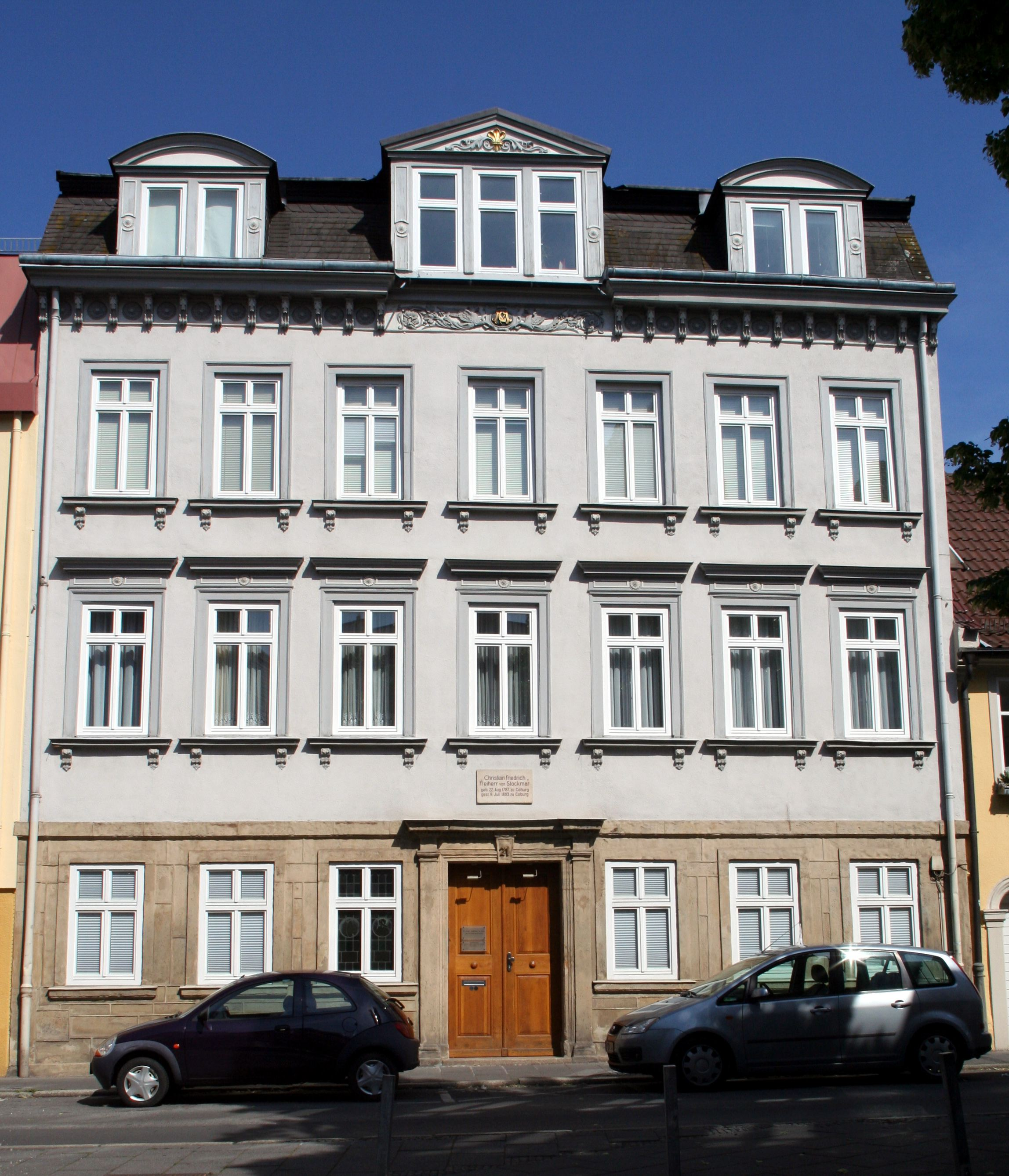
Coburg, Webergasse 21, letzter Wohnsitz

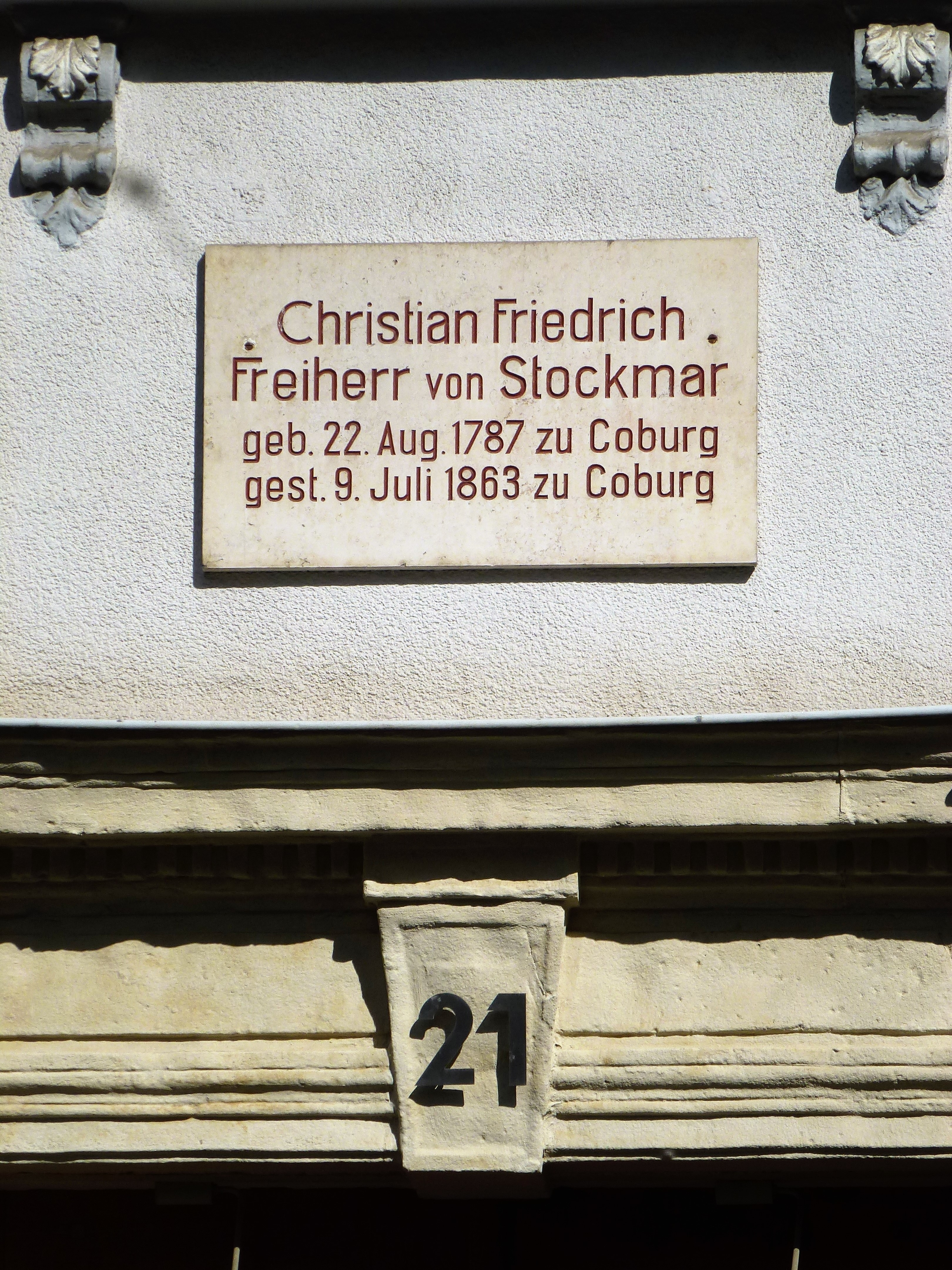
Gedenktafel für Christian Friedrich Freiherr von Stockmar

1856 besuchte er zum letzten Mal England und lebte seit Frühjahr 1857 nur noch in Deutschland.
In Verfolgung seiner Idee einer englisch-deutschen Freundschaft stiftete er noch eine weitere Ehe: Kronprinz Friedrich Wilhelm von Preußen mit „Vicky“, der englischen Prinzessin Victoria, der Stockmar sehr zugetan war. An ihrer Hochzeit Anfang 1858 konnte Stockmar krankheitshalber nicht teilnehmen. Sein Aufenthalt in Potsdam im Herbst 1858 war den preußischen Hofkreisen verdächtig; man hielt ihn für einen englischen oder belgischen Spion. Danach verließ Stockmar Coburg und sein Schloss Marisfeld, das er 1814 gekauft hatte, ebenso wie 1820 Schloss Buch, nicht mehr. Er blieb aber mit „seinen“ Königshöfen in England und Belgien in brieflichem Kontakt. 1860 besuchten Queen Victoria und Albert ihn in Coburg. Nachdem sein „politischer Zögling“ Albert 1861 gestorben war, kam Victoria 1862 allein nach Coburg. Auch Kronprinz Friedrich Wilhelm und Vicky besuchten ihn wiederholt. Der alte Freund Rückert kam selten.
Zuletzt philosophisch-religiösen Gedanken hingegeben und wohltätig, starb Stockmar mit 75 Jahren nach einem Schlaganfall. Er wurde in der einfachen Familiengruft beigesetzt, die später vom Kronprinzenpaar reicher ausgestaltet wurde.